# Nikólaos Kallérgis
Nikólaos Kallérgis, en grec moderne : Νικόλαος Καλλέργης (1699-1747) est un peintre grec de l'époque du rococo grec et des Lumières grecques modernes dans l'art. Son art a également subi l'influence vénitienne. Les peintres de la maniera greca commencent à raffiner leur art. Philótheos Skoúfos (en), Ilías Móskos et Théodore Poulakis sont tous des peintres actifs sur les îles Ioniennes avant Kallérgis. Ils préparent le terrain pour la transition vers l'École de peinture de l'Heptanèse. 
Panagiótis Doxarás est l'ancêtre du nouveau style de peinture. Il est le père du rococo grec et des Lumières grecques modernes en peinture. Kallérgis devient un membre actif de l'école. Il représente également le rococo grec. Son art commence à présenter des qualités du néoclassicisme grec et italien et son style influence d'innombrables peintres, par exemple Nikólaos Kandoúnis (en), Nikólaos Koutoúzis (en), Nikólaos Doxarás (en), Spyrídone Rómas (en) et Efstáthios Karoúsos (en). Nikolaos Doxaras,  et Eustathios Karousos. Son œuvre la plus célèbre est Ange et Jésus, qui se trouve au musée de Zante.

## Galerie

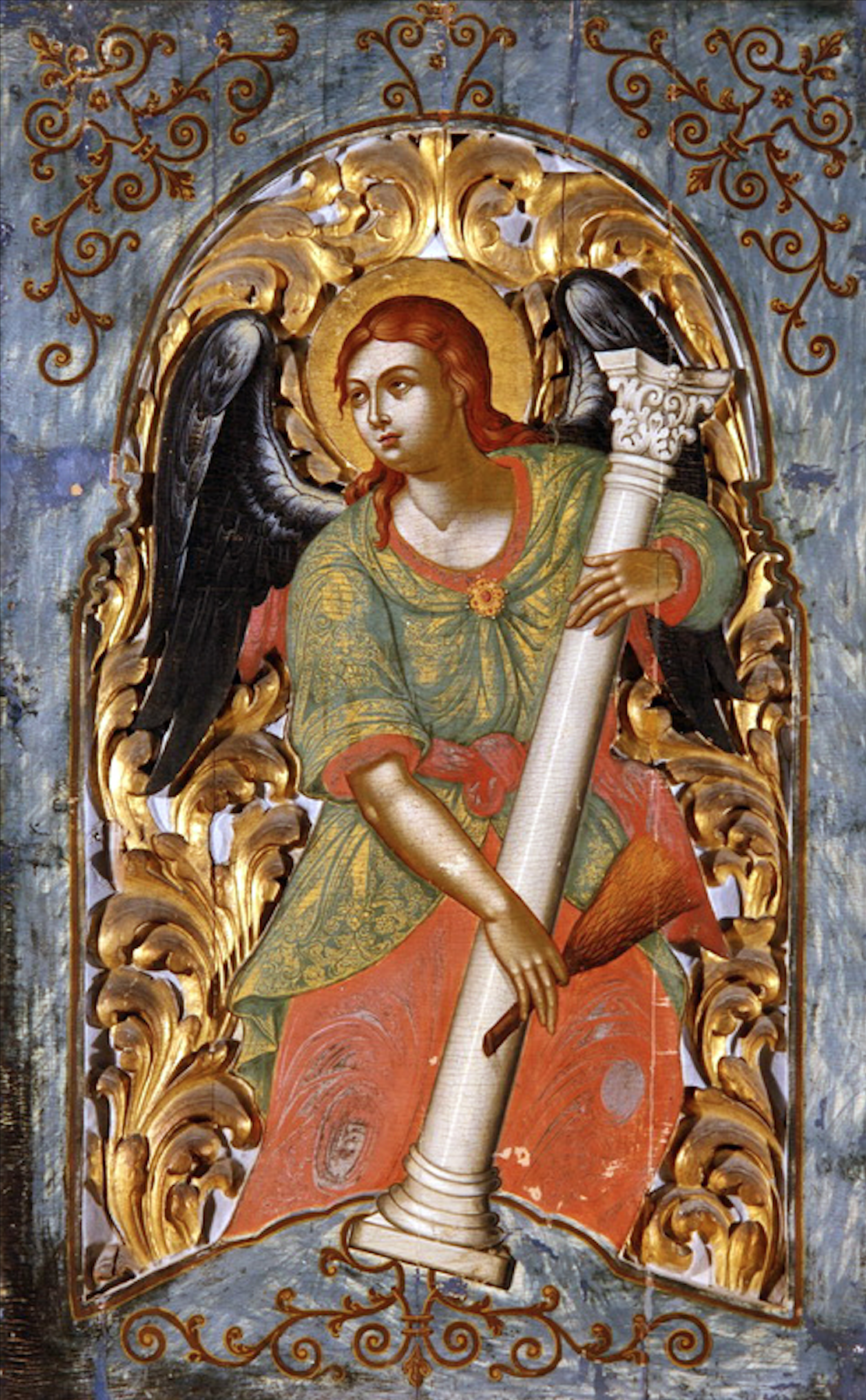
L'Ange et la colonne
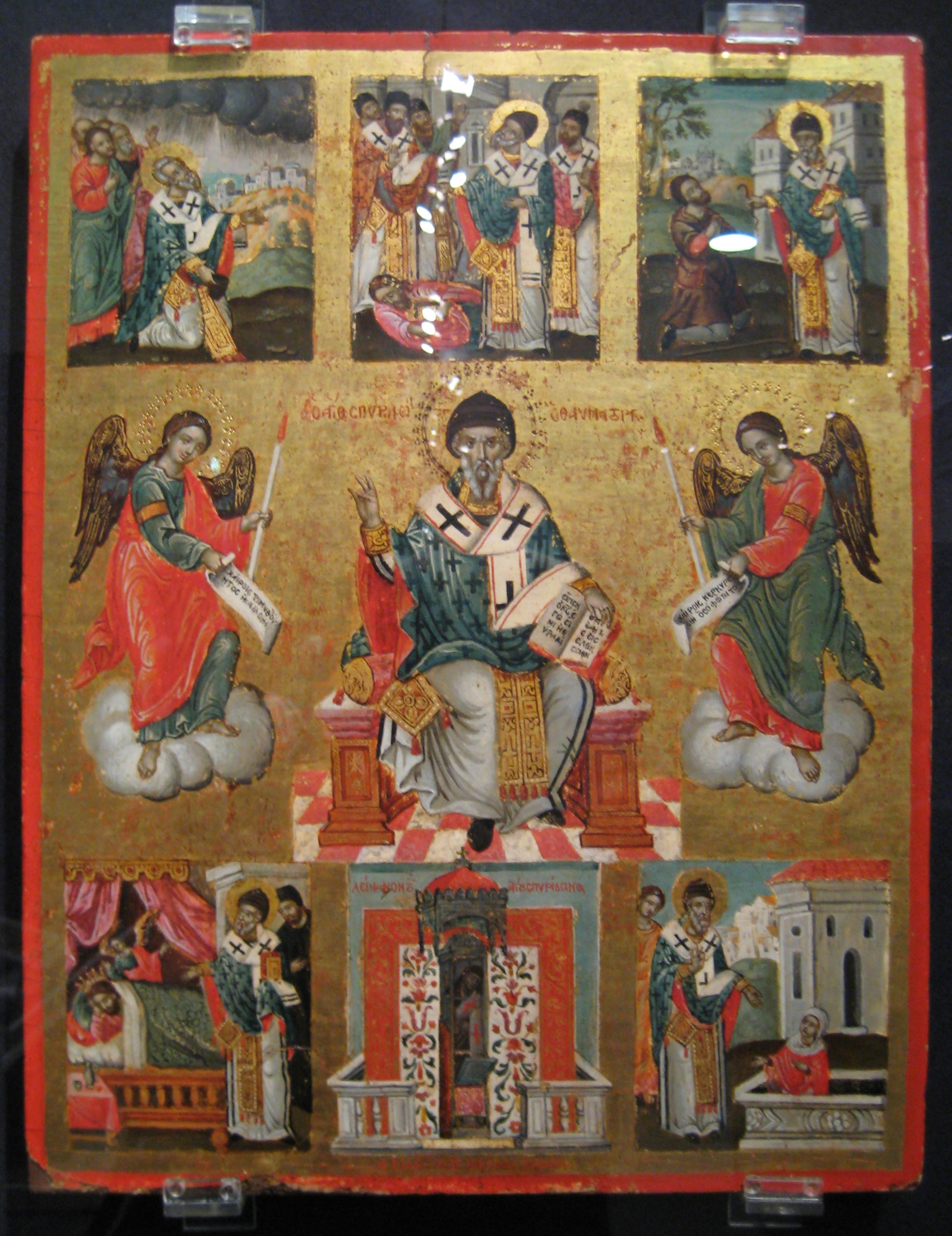
Saint Spyridon